# 크리스티나 오르바카이테
크리스티나 오르바카이테(러시아어: Кристина Орбакайте, 영어: Kristina Orbakaitė, 1971년 5월 25일 ~ )는 러시아의 싱어송라이터, 배우, 음악 프로듀서이다. 가수 알라 푸가쵸바의 딸이다.